# Ubuntu (Południowa Afryka)
Ubuntu – gmina w Republice Południowej Afryki, w Prowincji Przylądkowej Północnej, w dystrykcie Pixley ka Seme. Siedzibą administracyjną gminy jest Victoria West.